# Guillermo Santo
Guillermo Santo (Buenos Aires, Argentina, 4 de junio de 1980), futbolista argentino. Juega de mediocampista y su actual equipo es Club Gimnasia y Esgrima (Concepción del Uruguay) del Torneo Argentino "A".
Santo se inició en las filas del Club Atlético Platense en el año 1996 fue convocado por José Pekerman e integró la selección Argentina sub-17, donde disputó un campeonato sudamericano clasificando para en Mundial de Egipto, en 1998 con 17 años jugó en primera división 2 temporadas.En el 2000 descendió con su club a la Primera B y jugó dos temporadas. En el año 2003 fue traspasado al Club El Porvenir para ser en 2005 ficha del Trujillanos FC. Jugó con Mineros de Guayana en 2006 y en 2007 fue traspasado al Deportivo Anzoátegui con el número 10 y donde ha sido su principal volante de creación. Jugó Copa Sudamericana con el Mineros de Guayana en el 2006 con el cual marcó dos goles uno de ellos fue "Gol Olímpico". A partir de enero de 2009 jugara por CD Motagua de la primera división de fútbol de Honduras, club por el cual firmara contrato de 1 año, procedente del Club Chacarita Juniors de Argentina.
En el Segundo semestre de 2009, se incorpora a Yaracuyanos Fútbol Club de la primera división del fútbol venezolano.
Luego de su paso por el fútbol venezolano, en el año 2010 vuelve a su país para vestir la camiseta del Club Gimnasia y Esgrima (Concepción del Uruguay).

## Selección nacional
Ha sido internacional sub-17 con la Selección de fútbol de Argentina. En el año 1996 fue convocado por José Pekerman e integró la selección Argentina sub-17, donde disputó un campeonato sudamericano clasificando para el Mundial de Egipto.

## Clubes
| Club                                             | País      | Año             | Partidos | Goles |
| ------------------------------------------------ | --------- | --------------- | -------- | ----- |
| Platense                                         | Argentina | 1998-2003       |          |       |
| El Porvenir                                      | Argentina | 2003-2005       |          |       |
| Trujillanos FC                                   | Venezuela | 2005-2006       |          |       |
| Mineros de Guayana                               | Venezuela | 2006-2007       |          |       |
| Deportivo Anzoátegui                             | Venezuela | 2007-2008       |          |       |
| Chacarita Juniors                                | Argentina | 2008            |          |       |
| Motagua                                          | Honduras  | 2009            |          |       |
| Yaracuyanos Fútbol Club                          | Venezuela | 2009-2010       |          |       |
| Club Gimnasia y Esgrima (Concepción del Uruguay) | Argentina | 2010-Actualidad |          |       |

- Datos: Q5616263